# Droga krajowa B213 (Niemcy)
Droga krajowa 213 (niem. Bundesstraße 213, B 213) – niemiecka droga krajowa przebiegająca  z zachodu na północny wschód od granicy z Holandią na przedmieściach Nordhorn do skrzyżowania z autostradą A28 koło Delmenhorst w Dolnej Saksonii.

## Odcinki międzynarodowe
Droga pomiędzy skrzyżowaniem z drogą B402 w Haselünne a skrzyżowaniem z drogą B72 na obwodnicy Cloppenburga jest częścią trasy europejskiej E233 (ok. 45 km).